# ロジェ・アペリー
ロジェ・アペリー（Roger Apéry, 1916年11月14日 - 1994年12月18日）は、フランスの数学者。ζ(3) （ζ: ゼータ関数）が無理数になることを示したアペリーの定理に名を残している。
彼は1916年にルーアンで生まれ、1994年に病死した。生前はカーン大学に勤めていた。
1977年、彼は立方数の逆数和が無理数になるという証明で、思いがけず数学界に衝撃を与えた。それまで彼は、自分の名を広める定理が何一つとして無かったので、その輝かしい経歴にもかかわらず、自身を「フランスで最低な数学者」とうたっていた。

## 関連記事
- アペリーの定理
- アペリーの定数